# Li Dong (poète)
Li Dong (chinois : 李洞 ; chinois traditionnel : 李洞 ; pinyin : Lǐ Dòng ; Wade : Li Tung), prénom de courtoisie 才江 (Caijiang), est un poète de la fin de la dynastie Tang. Originaire de Yongzhou, il est un descendant des princes de la famille impériale des Tang. Il n'a jamais été reçu aux examens impériaux. Il meurt dans le Shu en 897.

## Biographie
La date de naissance de Li Dong est inconnue. Il est un descendant des princes de la dynastie Tang. La fortune de sa famille est en déclin.

En 865, à la sixième année du règne Xiantong de l’empereur Yizong des Tang, Li Dong part du Shu pour se rendre à la capitale afin de participer à l’examen impérial, mais il arrive en retard et manque l’heure de l’examen v. 723. Sous l’empereur Xizong des Tang, vers 873, il échoue encore une fois à l’examen. Puis, dans le  Recueil d’avertissements et d’examens, il est dit que vers 879 v. 9 : 

« 乾符末李洞秀才出意窮愁，不登名第。
À la fin de l’ère Qianfu, le lettré Li Dong, à court d’inspiration et accablé par la misère, ne fut pas reçu aux examens impériaux. »

En 891, à la deuxième année du règne Dashun sous l’empereur Zhaozong des Tang, Li Dong participe de nouveau à l’examen impérial. Pour augmenter ses chances d’obtenir son diplôme de jinshi, il offre un poème la nuit du concours au fonctionnaire Pei Zhi (en) du ministère des Rites, espérant une sélection équitable, mais il échoue encore v. 10.
À la fin de sa vie, il voyage dans la région du Shu. Pendant son séjour, Li Dong compose de nombreux poèmes sur les thèmes du paysage et des temples bouddhistes, tels que Nuit à l’abbaye Songxi de Chengdu  (宿成都松溪院).
Li Dong meurt dans le Shu en 897.

Toute sa vie, il aime composer des poèmes, mais cela lui est difficile. Dans Biographies des talents de la Dynastie Tang, il est dit vol. 9 : 

« 家貧，吟極苦，至廢寢食。
 Sa famille était pauvre, et il peinait énormément à composer des poèmes, au point de négliger son sommeil et sa nourriture. »

## Poésie
Li Dong compose des poèmes dans un style austère et tortueux à la manière du poète Jia Dao (賈島), avec un langage singulier, abrupt et rare, souvent portant sur les thèmes de la réclusion, des paysages et des voyages. Mais ses contemporains jugent son style obscur et ardu. Seul le poète Wu Rong (吳融) (850 - 903) apprécie son talent v. 9.
Plus de cent soixante-dix poèmes (dont six vers fragmentaires) ont été transmis jusqu’à aujourd’hui, parmi lesquels environ trente poèmes concernent la région du Shu, ce qui représente un sixième de son volume total de création, ce qui montre l’importance de ses expériences dans le Shu dans sa création poétique.
L’anthologie Poésie complète des Tang (全唐詩) enregistre 165 poèmes de Li Dong, répartis en trois volumes, des volumes 721 à 723 inclusivement.